# Ambasada Czadu w Moskwie
Ambasada Czadu w Moskwie – misja dyplomatyczna Republiki Czadu w Federacji Rosyjskiej.
Ambasador Czadu w Moskwie oprócz Federacji Rosyjskiej akredytowany jest również m.in. w Republice Łotewskiej, Rzeczypospolitej Polskiej i na Węgrzech.

## Historia
Stosunki dyplomatyczne pomiędzy Czadem a Związkiem Radzieckim zostały ustanowione 24 listopada 1964.